# Minister voor Natuur en Stikstof
De minister voor Natuur en Stikstof was een Nederlandse minister zonder portefeuille in het kabinet-Rutte IV. De post viel onder het ministerie van Landbouw, Natuur en Voedselkwaliteit.
Christianne van der Wal (VVD) vervulde de rol van minister voor Natuur en Stikstof tussen 10 januari 2022 en 2 juli 2024.